# Comberjon
Comberjon ist eine Gemeinde im französischen Département Haute-Saône in der Region Bourgogne-Franche-Comté.

## Geographie
Comberjon liegt auf einer Höhe von 244 m über dem Meeresspiegel, etwa fünf Kilometer nordöstlich der Stadt Vesoul (Luftlinie). Das Dorf erstreckt sich im zentralen Teil des Departements, leicht erhöht in einer Nische am südlichen Talhang des Durgeon, am Nordfuß der Hochfläche des Bois de Frotey.
Die Fläche des 3,57 km² großen Gemeindegebiets umfasst einen Abschnitt im Bereich des Hügellandes zwischen dem Becken von Vesoul und der Ebene von Lure. Von Nordosten nach Südwesten wird das Gebiet vom Tal des Durgeon durchquert, der für die Entwässerung zur Saône sorgt. Der Bach fließt hier mit mehreren Windungen durch eine rund 500 Meter breite Talaue, die durchschnittlich auf 220 m liegt.
Flankiert wird das Tal auf der Nordwestseite von der Höhe des Fanicamp. Nach Südosten reicht der Gemeindeboden über einen Steilhang bis auf die Hochfläche des Bois de Frotey. Sie besteht aus widerstandsfähigem Kalkgestein der mittleren Jurazeit. Mit 383 m wird im Bois de Frotey die höchste Erhebung von Comberjon erreicht. Während die Talniederung landwirtschaftlich genutzt wird, herrscht auf der Hochfläche Wald vor.
Nachbargemeinden von Comberjon sind Colombier im Norden, Montcey im Osten, Frotey-lès-Vesoul im Süden sowie Coulevon im Westen.

## Geschichte
Erstmals urkundlich erwähnt wird Comberjon im Jahr 1316. Im Mittelalter gehörte das Dorf zur Freigrafschaft Burgund und darin zum Gebiet des Bailliage d’Amont. Die lokale Herrschaft hatten die Herren von Montaigu inne. Zusammen mit der Franche-Comté gelangte das Dorf mit dem Frieden von Nimwegen 1678 definitiv an Frankreich. Zu einer Gebietsveränderung kam es im Jahr 1808, als Comberjon mit der Nachbargemeinde Colombier zur Gemeinde Colombier-et-Comberjon fusionierte. Seit 1842 sind beide Gemeinden wieder eigenständig. Heute ist Comberjon Mitglied des 19 Ortschaften umfassenden Gemeindeverbandes Communauté de communes de l’agglomération de Vesoul.

## Bevölkerung
| Jahr                       | 1962 | 1968 | 1975 | 1982 | 1990 | 1999 | 2006 |
| Einwohner                  | 134  | 138  | 150  | 165  | 175  | 190  | 178  |
| Quellen: Cassini und INSEE |      |      |      |      |      |      |      |

Mit 144 Einwohnern (1. Januar 2022) gehört Comberjon zu den kleinen Gemeinden des Département Haute-Saône. Nachdem die Einwohnerzahl in der ersten Hälfte des 20. Jahrhunderts deutlich abgenommen hatte (1896 wurden noch 186 Personen gezählt), wurde von 1968 bis 2000 wieder ein Bevölkerungswachstum verzeichnet. Seither besteht erneut ein leicht rückläufiger Trend.

## Wirtschaft und Infrastruktur
Comberjon war bis weit ins 20. Jahrhundert hinein ein vorwiegend durch die Landwirtschaft (Ackerbau, Obstbau und Viehzucht) und die Forstwirtschaft geprägtes Dorf. Heute gibt es einige Betriebe des lokalen Kleingewerbes. In den letzten Jahrzehnten hat sich das Dorf zu einer Wohngemeinde gewandelt. Viele Erwerbstätige sind deshalb Pendler, die in der Agglomeration Vesoul ihrer Arbeit nachgehen.
Der Ort ist verkehrstechnisch gut erschlossen. Er liegt an der Hauptstraße N57, die von Vesoul nach Remiremont führt. Eine weitere Straßenverbindung besteht mit Montcey. Comberjon besitzt einen Bahnhof an der Eisenbahnlinie von Belfort nach Vesoul. Ein Teil der Pistenanlagen des Regionalflugplatzes Vesoul-Frotey auf der Hochfläche des Bois de Frotey befindet sich auf dem Gemeindegebiet.